# La bella stagione
La bella stagione è un singolo della cantante italiana Giulia Anania, pubblicato nel 2012 come secondo estratto dal primo EP Giulia Anania.

## Descrizione
Il brano ha visto la partecipazione sia in scrittura che in composizione della stessa Anania insieme a Dardust.

## Video musiale
Il video, diretto da Lidia Ravviso, è stato girato a Roma nella zona rione Dei Monti. Tutti gli strumenti sono suonati da Matteo Cantaluppi.

## Tracce
Testi e musiche di Giulia Anania e Dario Faini.
1. La bella stagione